# Eugeniusz Sit
Eugeniusz Sit (ur. 1 stycznia 1907 w Zbydniowie, zm. 14 maja 1958 w Tarnowie) – polityk PPS, współpracownik Adama Ciołkosza, zaliczany do prawicowej frakcji w partii. Przed 1939 r. zastępca przewodniczącego Zarządu Komitetu Miejscowego PPS i sekretarz Okręgowej Komisji Robotniczej PPS, a także ławnik Zarządu Miejskiego w Tarnowie. W czasie okupacji w PPS-WRN. Po wojnie prezydent Tarnowa od 1 VI 1945 do 22 X 1947 r. Usunięty z urzędu i partii, po 1956 r. zrehabilitowany.

## Życiorys[2]
Sit Eugeniusz, pseud.: Lis, Siwy, Sroka (1907–1958), działacz socjalistyczny, prezydent Tarnowa. Ur. 1 I w Zbydniowie w pow. tarnobrzeskim, był synem Karola (zm. 1931), majstra ceramicznego w cegielni «Konstancja», członka Polskiej Partii Socjalistycznej (PPS), i Agnieszki z Dubajów. Rodzina przeniosła się w r. 1919 do Tarnowa.

### 1907–1939
Eugeniusz ukończył w Tarnowie Gimnazjum im. hetmana Jana Tarnowskiego i w r. 1929 zdał maturę. W 7 kl. gimnazjum zainicjował szkolną organizację socjalistyczną i wydawanie gazetki „Marks”. Jesienią 1929 rozpoczął studia prawnicze na UJ (lecz już w r. akad. 1930/31 nie figuruje w aktach Arch. UJ). Związał się politycznie ze Związkiem Niezależnej Młodzieży Socjalistycznej «Orka». Adam Ciołkosz wprowadził go do PPS.
Po rezygnacji ze studiów Sit opiekował się licznym, osieroconym, młodszym rodzeństwem. Został urzędnikiem w miejskiej Elektrowni w Tarnowie, jednocześnie PPS zleciła mu funkcję terenowego korespondenta swego krakowskiego organu „Naprzód” i opiekę nad pracą z młodzieżą. S. podawał, że od r. 1932 był przewodniczącym Organizacji Młodzieży Towarzystwa Uniwersytetu Robotniczego (OM TUR), ale niektóre źródła przypisują tę funkcję w l. 1932–5 Józefowi Matwiszynowi. Na obradującym 18 V 1932 III Zjeździe OM TUR w Piotrkowie Sit wybrany został do jej Komitetu Centralnego (KC). Ponadto był sekretarzem oddziału TUR i Zarządu Robotniczego Tow. Przyjaciół Dzieci w Tarnowie.
Pierwsze publiczne wystąpienie w styczniu 1932 podczas zgromadzenia bezrobotnych w Tarnowie zyskało Sitowi opinię «lewicowca». W 1932 wszczęto przeciwko Sitowi dochodzenie za zorganizowanie bez zezwolenia władz (14 lub 15 I) manifestacji na powitanie A. Ciołkosza, skazanego w procesie brzeskim tego roku na trzy lata więzienia. Za przemówienie 5 III 1933 na wiecu w Zgłobicach w pow. tarnowskim, S. został skazany przez Sąd Okręgowy w Tarnowie na siedem miesięcy więzienia; wyrok anulowała rozprawa apelacyjna 23 IX 1935 w Tarnowie.
W r. 1934 Sit współorganizował strajk solidarnościowy z robotnikami austriackimi występującymi przeciw posunięciom rządu E. Dollfussa i – obok Lidii Ciołkoszowej – przemawiał na wiecu ogólnomiejskim (19 II t. r.) w Tarnowie. Aresztowany podczas strajku robotników miejskich w Tarnowie w sierpniu 1934, przebywał trzy tygodnie w areszcie. Stracił pracę w Elektrowni i zarobkował odtąd jako korespondent pism socjalistycznych (poza „Naprzodem” pisał do „Robotnika”, „Tygodnia Robotnika” i jednolitofrontowego „Dziennika Popularnego”) oraz, delegowany przez PPS, był sekretarzem Powiatowej Rady Związków Zawodowych na pow. Tarnów i Dąbrowa Tarnowska. Dn. 17 I 1937 wszedł do Zarządu Okręgowego Komitetu Robotniczego PPS w Tarnowie (jako zastępca przewodniczącego A. Ciołkosza). W r. 1937 stawał przed sądem za zorganizowanie strajku okupacyjnego w Państwowej Przetwórni Mięsa w Klikowej koło Tarnowa, rozprawa zakończyła się wyrokiem uniewinniającym. Występował przeciwko pikietowaniu sklepów żydowskich – w związku z tym 17 IX t. r. został napadnięty i postrzelony przez endecką bojówkę.
W świetle sprawozdania «obwodowca rolnego» Komunistycznej Partii Polski S. należał do «prawicowców» sprzeciwiających się poparciu strajku chłopskiego w r. 1937. On sam w powojennych życiorysach podnosił swoje szczególne zaangażowanie w przygotowywaniu wystąpień solidarnościowych na terenie Małopolski, co rzekomo miało spowodować skreślenie go z listy członków PPS pod naciskiem Jana Kwapińskiego. W źródłach partyjnych brak o tym wiadomości. Dn. 25 IX 1938 zasiadał w prezydium zlotu młodzieży PPS w Rzeszowie. Jako przedstawiciel Związków Zawodowych uzyskał 5 III 1939 mandat radnego, 3 VII t. r. został ławnikiem Rady Miejskiej w Tarnowie z listy klubu Socjalistycznych Radnych Miejskich.

### 1939–1945
Po wybuchu wojny we wrześniu 1939 zmobilizowany w stopniu kaprala, Sit wraz z cofającą się spod Tarnobrzega kolumną znalazł się po 17 IX pod okupacją radziecką. Po rozbrojeniu przedostał się do Lwowa. Przed deportacją na Syberię uratował go J. Matwiszyn, awansowany przez władze radzieckie na dyrektora przejętej fabryki urządzeń pożarniczych «Unia Strażacka»; S. został w niej zaopatrzeniowcem i pracował tu do wybuchu wojny niemiecko-radzieckiej w czerwcu 1941. Sam Sit wspominał jedynie o stałym kontaktowaniu się we Lwowie z Wandą Wasilewską i uratowaniu rękopisu jej powieści „Gwiazdy w jeziorze” w czasie ucieczki przed Niemcami. Poszukiwany przez Gestapo zaraz po wejściu wojsk niemieckich do Lwowa, zbiegł w okolice Nowego Sącza. Nawiązał tam kontakt ze Związkiem Walki Zbrojnej. Zaprzysiężony przez Narcyza Wiatra «Zawojnę», podjął działalność konspiracyjną w Stróżach w ramach organizacji Wolność-Równość-Niepodległość (WRN).
W czasie obławy na dworcu kolejowym w Stróżach w r. 1942 został ciężko pobity, zdołał jednak zbiec. Skierowany potem do pow. dąbrowieckiego (Jadowniki Mokre, Bolesław), następnie na teren pow. pińczowskiego do Opatowca, pod pseud. Sroka działał w Batalionach Chłopskich (BCh) jako kurier placówki «Brzoza» i łącznik obwodu Armii Krajowej (AK). Uczestniczył w r. 1944 w akcjach zbrojnych: 14 VII w Opatowcu, 22 VII w Nowym Korczynie, 29 VII w Opatowcu w starciu z niemieckim korpusem karnym, 5 VIII w walce skoncentrowanych oddziałów partyzanckich obwodu pińczowskiego (BCh i AK) z oddziałami niemieckimi, które podjęły likwidację tzw. Republiki Pińczowskiej. Poszukujące Sita bezskutecznie Gestapo (zidentyfikowano jego pseud. Sroka i fałszywe nazwisko Dobrowolski) aresztowało w Tarnowie jako zakładników dwu jego braci (Karol i Stanisław) i dwie siostry (Maria i Anastazja), spośród nich, Stanisław (więzień numer: 11561), zginął w Oświęcimiu, a Anastazja zmarła po wyjściu z więzienia Gestapo.

### 1945–1958
Po wojnie Sit wrócił do Tarnowa. Wstąpił do tworzonej oficjalnie PPS. Należał do ścisłego jej kierownictwa w pow. tarnowskim i woj. krakowskim jako członek Powiatowego Komitetu i Wojewódzkiego Komitetu Robotniczego (później Wojewódzkiego Komitetu – WK), do którego wybrany został na I Wojewódzkiej Konferencji 27–28 V 1945 w Krakowie, a w l. 1946–8 był członkiem Wojewódzkiej Rady PPS. Na XXVI Kongresie PPS (29 VI – 1 VII 1945) powołano Sita na zastępcę członka Centralnej Komisji Rewizyjnej; pozostawał nim do 14 XII 1947. Pod naciskiem PPS Miejska Rada Narodowa w Tarnowie 1 VI 1945 powierzyła mu stanowisko prezydenta miasta.
Miejscowi działacze Polskiej Partii Robotniczej (PPR) niemal zaraz przystąpili do ataku na Sita. dążąc usilnie do przełamania dominacji PPS. Nie bez znaczenia były też intrygi i osobiste animozje, m.in. Jana Palki, I wiceprezydenta z ramienia PPR. Już w styczniu 1946 Komitet Powiatowy (KP) PPR skierował do KC pismo oskarżające Sita o «wahania i nieufność wobec organizującego się układu stosunków politycznych». Kiedy te działania nie odniosły skutku, oskarżono go o współpracę z podziemną organizacją «Wolność i Niezawisłość» (WiN). Dn. 17 VIII 1946 S. był przesłuchiwany przez późniejszego dyrektora VI Dep. Min. Bezpieczeństwa Publicznego płk. Hipolita Duliasza, a w kilka dni później przez funkcjonariuszy Wojewódzkiego Urzędu Bezpieczeństwa Państwowego w Krakowie. Sit zdołał obalić nader prymitywne zarzuty zawarte w donosie i po kilkunastu godzinach został zwolniony. Ujawnienie przez Sita tajnej «instrukcji 1-Majowej» KP PPR z r. 1947 jako świadectwa nielojalnych działań tej partii wobec PPS i in. organizacji politycznych, stało się podstawą do wszczęcia postępowania przeciw Sitowi w Komisji Kontroli Centralnego Komitetu Wykonawczego (CKW) PPS, zakończonego ostrzeżeniem.
Na początku 1948 r. CKW, zdominowany już przez zwolenników ścisłej współpracy z PPR, polecił odwołać Sita ze wszystkich funkcji partyjnych i stanowiska prezydenta Tarnowa (formalnie sam podał się do dymisji). Przekazany do dyspozycji Min. Pracy i Opieki Społecznej, został skierowany do Okręgowego Inspektoratu Pracy w Krakowie. W okresie poprzedzającym zjednoczenie partii, Sit obok Bolesława Drobnera, Zygmunta Bociana i in. – był zaliczany do «prawicowych elementów […] utrudniających pogłębienie jednolitego frontu z PPR…». Na plenarnym posiedzeniu WK PPS w dn. 8 X 1948 w Krakowie S. usunięty został z Rady Wojewódzkiej i skreślony z listy członków partii. W ślad za tym 1 VI 1949 przeniesiono go na inspektora pracy 37. Obwodu w Nowym Sączu, gdzie pracował do 30 XI 1950. Po kilku miesiącach bezrobocia, w r. 1951 został zatrudniony w przedsiębiorstwie budowlanym w Tarnowie.
W grudniu 1956 Sekretariat KC Polskiej Zjednoczonej Partii Robotniczej (PZPR), na wniosek specjalnej komisji ds. byłych członków PPS, przywrócił Sitowi prawa członka PZPR. Wkrótce powołano go do Komitetu Miejskiego PZPR w Tarnowie, na członka Zarządu Okręgowego Związku Zawodowego Pracowników Budownictwa i Przemysłu Materiałów Budowlanych i wiceprzewodniczącego Oddziału ZBoWiD. S. zmarł nagle 14 V 1958 w Tarnowie i tu został pochowany.
Sit był żonaty (od jesieni 1939) z Sabiną z domu Woszczyna, pochodzącą z rodziny działaczy socjalistycznych w Tarnowie, z zawodu urzędniczką prywatną, która w l. trzydziestych należała do PPS i prowadziła Robotniczy Ośrodek Wypoczynkowy TUR w Zakopanem; z małżeństwa tego miał syna Eugeniusza (ur. 1940), lekarza, oraz córkę, Bożenę (ur. 1948), zamężną Jarosz.
W 1946 został odznaczony Srebrnym Krzyżem Zasługi.